# Mobile City
Mobile City is een plaats (city) in de Amerikaanse staat Texas, en valt bestuurlijk gezien onder Rockwall County.
De plaats is uniek in de zin dat het feitelijk slechts een trailerpark is dat bestuurlijk onafhankelijk geworden is om een drankwinkel te kunnen openen. 

## Demografie
Bij de volkstelling in 2000 werd het aantal inwoners vastgesteld op 196.
In 2006 is het aantal inwoners door het United States Census Bureau geschat op 214, een stijging van 18 (9,2%).

## Geografie
Volgens het United States Census Bureau beslaat de plaats een oppervlakte van
0,0 km², geheel bestaande uit land.

## Plaatsen in de nabije omgeving
De onderstaande figuur toont nabijgelegen plaatsen in een straal van 12 km rond Mobile City.